# Itay Segev
Itay Segev (hébreu : איתי שגב), né le 15 juin 1995 à Kfar Tabor (Israël), est un joueur de basket-ball international israélien.

## Biographie

### Jeunesse et formation
Dans sa jeunesse, il joue pour l'équipe jeune de l'Hapoël Emek Yisrael et l'académie de Wingate.

### Carrière professionnelle
Le 8 août 2012, il commence sa carrière professionnelle avec le Maccabi Tel Aviv en signant un contrat de 5 ans.
Le 26 août 2013, Segev est prêté à l'Hapoël Holon pour la saison 2013-2014. Il remporte le Slam Dunk Contest israélien durant le All-Star event 2014.
Le 24 juillet 2014, il est prêté à l'Hapoël Gilboa Galil pour la saison 2014-2015 du championnat israélien.
De retour de prêt, le Maccabi Tel Aviv annonce, le 8 août 2015, qu'il fera partie de l'équipe pour la saison 2015-2016.
Le 23 juin 2016, Segev prolonge son contrat de deux ans avec le Maccabi Tel-Aviv.
Le 9 septembre 2017, Segev est nommé capitaine de l'équipe. Cependant, son brassard de capitaine lui est retiré le 22 janvier 2018, lorsqu'il annonce son départ de l'équipe à la fin de la saison.
Le 26 juin 2018, Segev signe au Maccabi Rishon LeZion pour la saison 2018-2019. La même saison, il remporte la Coupe d'Israël.
Le 25 juillet 2019, Segev s'engage pour une saison à l'Ironi Nahariya.
Le 8 juin 2020, il signe au BCM Gravelines-Dunkerque en Jeep Élite pour sa première expérience à l'étranger.
À l'issue de la saison, il signe pour deux ans à l'Hapoël Jérusalem et fait ainsi son retour dans le championnat israélien,.

### Sélection nationale
Segev est sélectionné en équipe nationale des moins de 16 ans, moins de 18 ans et moins de 20 ans avant de rejoindre la sélection senior.